# سایلوام (کارولینای شمالی)
سایلوام (به انگلیسی: Siloam) یک منطقهٔ مسکونی در ایالات متحده آمریکا است که در کارولینای شمالی واقع شده‌است. سایلوام ۲۵۳٫۹ متر بالاتر از سطح دریا واقع شده‌است.